# Marcelo Melo
Marcelo Pinheiro David de Melo (Belo Horizonte, 23 de setembro de 1983) é um tenista profissional brasileiro. Destaca-se no jogo de duplas, onde chegou ao posto de Nº 1 do mundo pela primeira vez em 2 de novembro de 2015., tornando-se o primeiro brasileiro a atingir o topo do ranking de duplas. No masculino, apenas ele e Gustavo Kuerten, este em simples, lograram tal feito — Maria Esther Bueno conquistou o feito no feminino entre os anos de 1959 e 1966. Além disso, ele foi o primeiro tenista do mundo a tirar os irmãos Bryan, que dominavam o circuito de duplas desde 2003, do topo da lista de duplas de forma individual
Melo ocupou o posto de número 1 por 26 semanas durante 2015 e 2016. Em julho de 2017, ao chegar a final do torneio de Wimbledon daquele ano, Melo assumiu novamente a posição de número 1 do mundo. Em 6 de novembro de 2017 recuperou a posição pela terceira vez.
Tenista que tem uma família numerosa no tênis, é o irmão mais novo de Daniel Melo e cresceu em Belo Horizonte, tendo um início de carreira com inúmeros títulos em duplas, mas em simples não teve grandes destaques. Ele se caracteriza por sua grande altura, com 2,03m (daí ser apelidado de Girafa), o que facilita seu estilo de jogo. Até o momento já conquistou 34 títulos de nível ATP em duplas, a maioria desses conquistados atuando ao lado do croata Ivan Dodig, do polonês Łukasz Kubot e dos compatriotas Bruno Soares e André Sá.
Nas duplas masculinas alcançou ao menos a semifinal de todos os 4 torneios do Grand Slam de tênis. Nessa modalidade, suas campanhas de maior destaque são os títulos do Torneio de Roland-Garros de 2015 e do Torneio de Wimbledon de 2017, além das 9 conquistas de ATP Masters 1000. Ele ainda foi vice-campeão do Torneio de Wimbledon de 2013, do US Open de 2018 e do ATP World Tour Finals em 2014 e 2017. Já em duplas mistas, foi vice-campeão no Torneio de Roland Garros de 2009, com a norte-americana Vania King (tornando-se o sétimo brasileiro a chegar à final de um Grand Slam, e a primeira desde Gustavo Kuerten).

## Biografia

### 2007
Após jogar com vários parceiros compatriotas em duplas, foi atuando ao lado de André Sá que ele viveu seu período de maior brilho, chegando às semifinais de Wimbledon em duplas, no ano de 2007
, com partidas que chegaram a durar quatro horas, e depois chegando às quartas de final do Aberto dos Estados Unidos, também ao lado de André Sá. Ainda em 2007, eles conquistam o título do torneio ATP de Estoril, em Portugal, e o challenger de Bermudas.
O resultado para um exame antidoping em 2007 resultou positivo para o tenista. Ele apenas teria tomado remédios para dor de cabeça, mas como o fármaco continha substâncias proibidas, Marcelo acabou ficando dois meses suspenso. Voltou à competição em novembro de 2007, e na primeira oportunidade, venceu o torneio challenger de Buenos Aires sem o companheiro André Sá, que também não esteve no triunfo de duplas em Adelaide, na primeira semana de 2008, quando Melo jogou com o argentino Martin Garcia.

### 2008

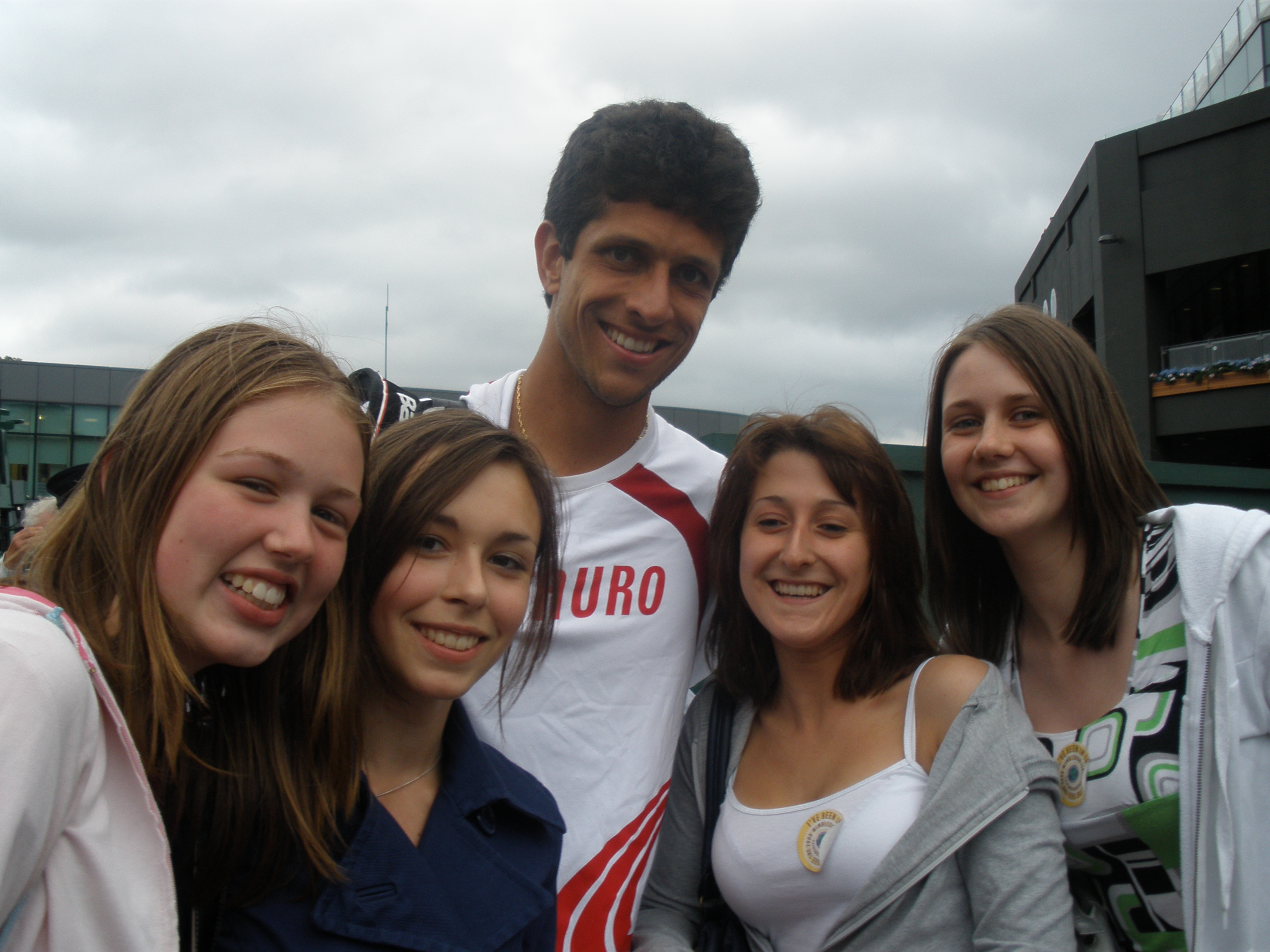
Marcelo Melo e alguns fãs em 2008

Em 2008, Melo fez parceria fixa com André Sá e tiveram uma boa campanha, conquistando 3 torneios ATPs juntos (Costa do Sauípe, Poertschach e New Haven). Chegaram a disputar vaga para a Masters Cup (que hoje é o ATP World Tour Finals), onde as 8 melhores duplas do mundo disputam um torneio especial, porém terminaram o ano em 9º lugar no ranking da Corrida dos Campeões, por 2 motivos: Melo se contundiu em Wimbledon e levou um tempo para se recuperar, e devido ao fato de não terem feito nenhuma grande campanha nos Masters Séries e Grand Slams, os torneios de maior pontuação. Melo/Sá foram para a Masters Cup, mas como reservas imediatos. Participaram como dupla nos Jogos Olímpicos de Pequim 2008.

### 2009

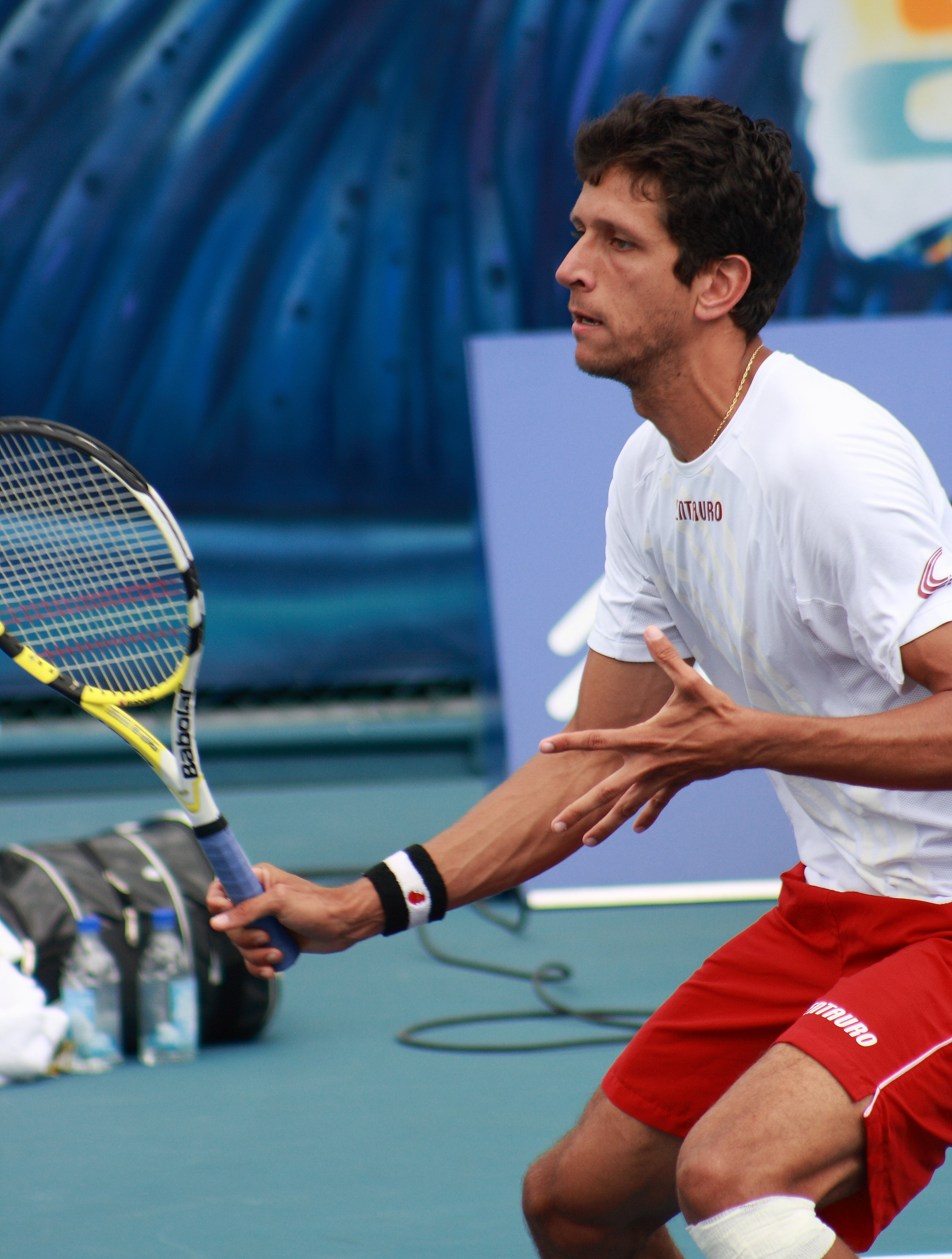
Melo em Delray Beach 2009

Em 2009 a dupla Melo/Sá venceu 1 torneio ATP e chegou à final de outros 2. Em Roland Garros, Melo conseguiu chegar à final de Duplas Mistas com a americana Vania King, perdendo a final por 2 sets a 1, nos detalhes - desde 2001 nenhum brasileiro chegava à final de um Grand Slam. No ATP 500 de Hamburgo, torneio que outrora fora um Masters Séries, Melo, em parceria com o eslovaco Filip Polasek, foi vice-campeão. No final do ano, Melo anunciou o fim da parceria com André Sá e sua nova parceria com Bruno Soares. Melo e Soares são amigos de longa data, tendo se conhecido na infância em Belo Horizonte.

### 2010
Em 2010, logo no início do ano, a dupla formada por Marcelo Melo e Bruno Soares chegou à final do ATP 250 de Auckland, na Nova Zelândia, em janeiro. Mas depois não foi bem durante a maior parte do primeiro semestre, se recuperando em maio, ao conquistar o título do ATP 250 de Nice, na França. Onde de virada, eles derrotaram o indiano Rohan Bopanna e o paquistanês Aisam-Ul-Haq Qureshi pelas parciais de 1/6, 6/3 e 10/5. Esse foi o primeiro título que eles conquistaram juntos desde que foi a dupla formada.
Na sequência, ainda em maio, seguiram para Paris, também na França, onde disputaram o Torneio de Roland-Garros. E durante a competição, Melo/Soares conseguiram derrotar a então dupla n.1 do mundo, os irmãos norte-americanos Bob Bryan e Mike Bryan, e chegaram às quartas de final. Mas mesmo com um ótimo desempenho em Roland-Garros até aquele momento, eles foram eliminados da chave de duplas. Onde os mineiros enfrentaram o 
forte dueto formado pelo austríaco Julian Knowle e o israelense Andy Ram, que viraram o jogo e triunfaram por 6-7 (3-7), 6-2 e 6-0.
Em meados de junho, jogando na grama, Melo/Soares tiveram sorte ao vencerem por W.O e avançaram às semifinais do ATP 250 de Eastbourne, na Inglaterra. Entretanto não conseguiram aproveitar a chance, pois a 
dupla mineira foi eliminada e ficou fora da final 
do torneio ao caírem diante dos britânicos Colin Fleming e 
Ken Skupski por duplo 6/4. Posteriormente, no final de junho, ainda disputando torneios jogados na grama, Melo e Soares não passaram da segunda rodada na chave de 
duplas do tradicional Torneio de Wimbledon. Onde a parceria foi eliminada pelos australianos Carsten Ball e Chris Guccione, por 6/2, 6/3, 6/7(2) e 7/6(6).
Na sequência, no início de julho, a dupla Melo/Soares chegou às semifinais do ATP 500 de Hamburgo, na Alemanha. Mas foram impedidos de alcançarem à final, pois não conseguiram manter o bom desempenho do início do torneio e foram 
eliminados da competição alemã. Pois eles, mesmo forçando o 
tie-break, acabaram derrotados pelos espanhóis Marc Lopez e David Marrero, após 1h27min de jogo por 6-4, 3-6 e 14-12. Na semana seguinte, já no final de julho, Melo/Soares alcançaram à final do ATP 250 de Gstaad, na Suíça. Mas na decisão, em 1 de agosto, decepcionaram e tiveram que se contentar com o vice-campeonato do torneio suíço. Eles foram derrotados na final pelo sueco Johan Brunstrom e pelo finlandês Jarkko Nieminen por 2 sets a 1, com parciais de 6/3, 6/7 (4/7) e 11/9.
Em meados de agosto, Marcelo Melo fez parceria com o compatriota Thomaz Bellucci e juntos disputaram o Masters 1000 de Toronto, no Canadá. Mas, eles não tiveram um bom desempenho e foram eliminados logo na estreia do torneio de duplas pelo ucraniano Sergiy Stakhovsky e o russo Mikhail Youzhny por 2 sets a 1, com parciais de 6-3, 6-7 (3-7) e 10-2.

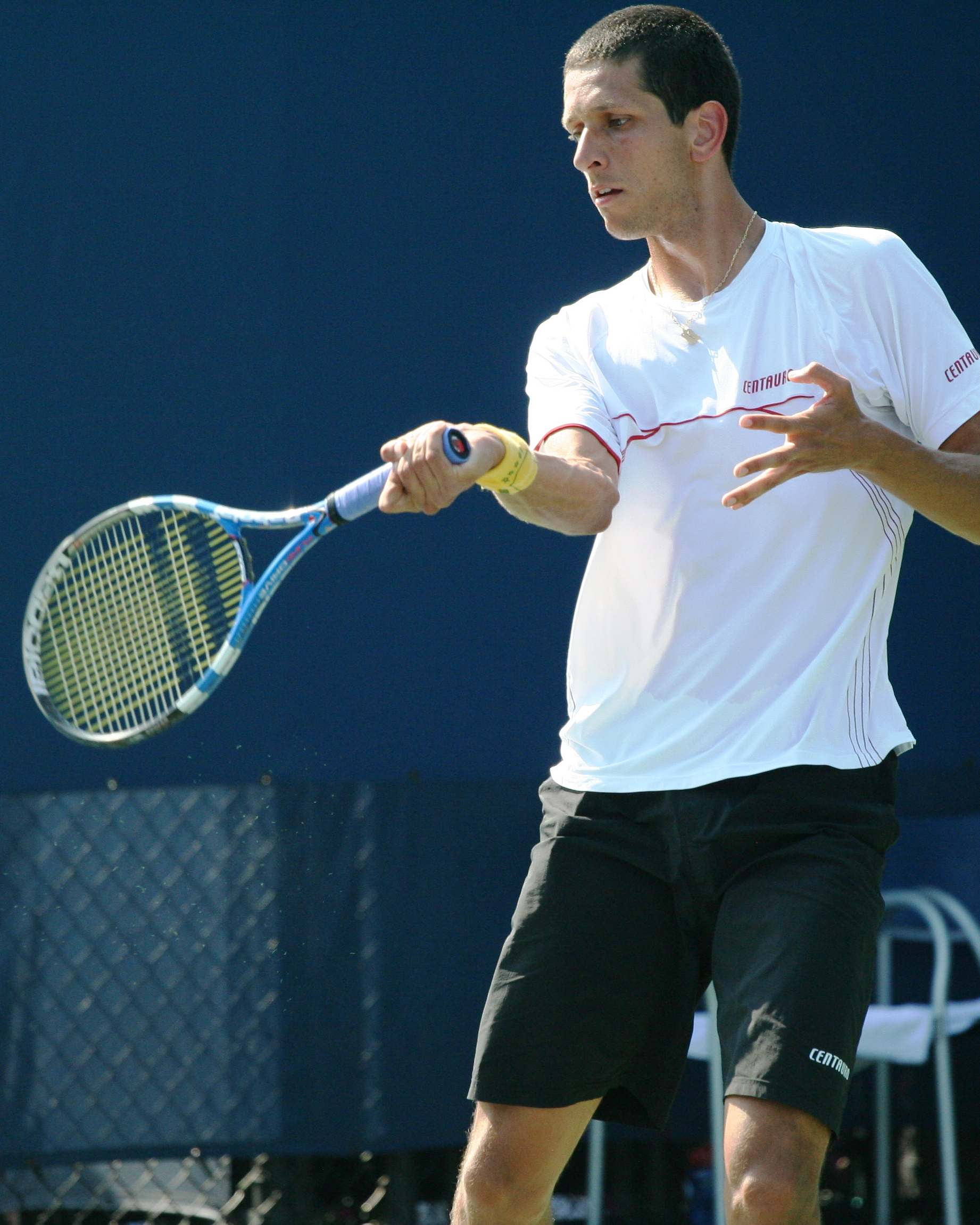
Melo no US Open 2010

No início de setembro, Marcelo Melo e Bruno Soares chegaram às oitavas de final do U.S. Open, nos EUA, após conquistar um grande resultado na estreia, eliminando a dupla sexta favorita do torneio. Entretanto, na partida seguinte, não fizeram um bom jogo e acabaram eliminados da chave de 
duplas do US Open. Eles caíram diante do sul-africano Wesley Moodie e do belga Dick Norman, estes, então décima cabeça de chave da competição. Posteriormente, entre os dias 17 e 19, Melo/Soares representaram o Brasil na Copa Davis em Chennai, contra a Índia. E eles tiveram a chance de fechar o confronto em 3 a 0 à favor do time brasileiro, mas perderam nas duplas para os experientes Leander Paes e Mahesh Bhupathi. Ao final do duelo, a anfitriã Índia venceu, de virada, por 3 a 2 e conquistou a vaga no Grupo Mundial da competição. Na semana seguinte, Melo/Soares chegaram à final do ATP 250 de Metz, na França. Porém, foram derrotados na decisão pelo alemão Dustin Brown e o holandês Rogier Wassen, por 2 sets a 0 (parciais de 6-3 e 6-3). Em seguida, ainda em setembro, Melo e Soares, foram eliminados nas quartas de final da chave de duplas do ATP 250 de Kuala Lumpur, na Malásia. Pois a parceria brasileira perdeu, de virada, para o ucraniano Sergiy Stakhovsky e o russo Mikhail Youzhny em sets diretos, pelas parciais de 4/6, 7/6 (7/4) e 10/5.
Posteriormente, no início de outubro, Marcelo Melo e Bruno Soares foram eliminados nas semifinais do ATP 500 de Tóquio, disputado 
em quadras rápidas. Onde eles não 
resistiram ao norte-americano Eric Butorac e ao antilhano Jean-Julien Rojer e foram eliminados do torneio japonês por 2 sets a 1, com parciais de 6-7 (2/7), 7-6 (10/8) e 12-10. Ainda em outubro, Melo e Soares pararam novamente diante de Eric Butorac e Jean-Julien Rojer numa semifinal de duplas. Os algozes dos brasileiros em Tóquio 
venceram novamente, desta vez no ATP 250 de Estocolmo. por 7/6 (7-3) e 
6/4. Assim, a dupla formada pelo norte-americano e o 
antilhano não deixou que Melo e Soares virassem a terceira partida 
consecutiva no torneio sueco.
No início de novembro, a dupla formada por Marcelo Melo e Bruno Soares foi eliminada na estreia do ATP 500 de Valência, na Espanha. Onde eles acabaram derrotados pelo tcheco Frantisek Cermak e o eslovaco Michal Martinek pelas parciais de 6/2, 3/6 e 10-6. Com a derrota na estreia de Valência, Melo e Soares ficaram sem chances de obter uma vaga no ATP World Tour Finals, competição que encerrou a temporada da ATP e reuniu as oito melhores parcerias do ranking.

### 2011
Em 2011, Marcelo Melo não começou bem a temporada, pois, em janeiro, a dupla formada por ele e Bruno Soares caiu logo na primeira rodada do ATP 250 de Auckland e do Open da Austrália.
Posteriormente, na Gira Sul-Americana de Saibro (série de 4 torneios ATP na América Latina), a dupla Melo/Soares conquistou 2 títulos seguidos nos ATPs 250 de Santiago no Chile e Costa do Sauípe no Brasil, e o vice-campeonato do ATP 500 de Acapulco. Mas depois, o dueto Melo/Soares passaram a acumular tropeços. 
Eles caíram na estreia dos Masters 1000 de Indian Wells e Miami, ambos nos Estados Unidos.
No início de abril, devido uma lesão no tornozelo, sofrida durante o treinamento após o Masters 1000 de Miami, Marcelo Melo não disputou o Masters 1000 de Monte Carlo, em Mônaco. Depois, já recuperado, Melo voltou a jogar com Bruno Soares, mas os
resultados não vieram. Pois, eles foram eliminados na estreia dos torneios ATPs de Estoril e Barcelona, e não passaram do segundo jogo no Masters 1000 de Madri e no Torneio de Roland Garros. A única boa campanha, antes da temporada de grama, foi em meados de maio, quando a dupla Melo/Soares chegou à semifinal do ATP 250 de Nice, na França. Mas, mesmo fazendo uma boa campanha no torneio francês, a parceria não conseguiu avançar à final, pois foi superada pelo dueto formado pelo mexicano Santiago Gonzalez e o espanhol David Marrero por 6/7 (2/7), 4/6 e 
9/11.
No início de junho, em seu primeiro compromisso sobre o piso de grama na temporada, Melo/Soares abriram campanha no ATP 250 de Queen's, em Londres, mas não tiveram sorte e foram derrotados na estreia da chave de duplas. Onde eles perderam para o argentino Juan Martin del Potro e para o tcheco Radek Stepanek, que triunfaram com parciais de 6/3, 4/6 e 11-9. Depois, em meados de junho, ainda disputando torneios jogados na grama, a parceria Marcelo Melo e Bruno Soares chegou às semifinais do ATP 250 de Eastbourne, na Inglaterra. Mas eles não passaram daí e deram adeus à chave de duplas do torneio. Onde, então cabeça de chave número 3, a dupla brasileira foi 
eliminada pelos israelenses Andy Ram e Jonathan Erlich por 6/3, 6/7 (9-7) e 13-11. Depois, no final de junho, Melo/Soares disputaram o tradicional Torneio de Wimbledon, este também jogado na grama. E eles venceram na estreia, mas acabaram derrotados na segunda rodada do Grand Slam britânico. Seus algozes foram o alemão Christopher Kas e o austríaco Alexander Peya, que triunfaram, de virada, por 6/7(2), 6/1, 6/4 e 6/2. Após ser eliminado na chave de duplas, Marcelo Melo teve de amargar mais uma derrota em Wimbledon. Pois, jogando ao lado da russa Ekaterina Makarova, perdeu seu jogo de estreia nas duplas mistas para a parceria formada pelo argentino Eduardo Schwank e a russa Alla Kudryavtseva por um duplo 6/4.
Na sequência, no início de julho, Marcelo Melo atuando com o compatriota e também mineiro André Sá, foi eliminado na semifinal do torneio de duplas do ATP 250 de Newport, nos Estados Unidos, ao serem derrotados pela dupla formada pelo sueco Johan Brunstrom e pelo canadense Adil Shamasdin por 2 sets a 1, com parciais de 6-4, 4-6 e 10-5 no superset.
No início de agosto, a dupla Melo/Soares chegou às semifinais do ATP 500 de Washington, nos EUA. Mas eles não passaram daí, pois em partida válida pela 
semifinal, perderam quatro match points no segundo set e a oportunidade de garantir
uma vaga na final da chave de duplas do torneio. As 
oportunidades desperdiçadas deram espaço para o francês Michael Llodra e
o sérvio Nenad Zimonjic reagirem. E em uma partida equilibrada, os 
brasileiros acabaram derrotados, 6/7(6), 7/6(7) e 10/8, e deram adeus à 
competição.
No final de setembro, jogando com o tcheco Lukas Dlouhy, Marcelo Melo chegou à final da chave de duplas do ATP 250 de Metz, na França. Mas, na decisão, ele e o tcheco perderam para a parceria formada pelo compatriota André Sá e o britânico Jamie Murray em sets diretos por 6/4 e 7/6 (9-7).
Em outubro, com Bruno Soares, Melo chegou à semifinal dos ATP 500 de Tóquio e Valência, e à final do ATP 250 de Estocolmo; Já em novembro, foram às quartas de final do Masters 1000 de Paris. No final do ano, Marcelo Melo e Bruno Soares desfizeram sua parceria. A dupla ainda se reúne para torneios entre nações, como a Copa Davis e os Jogos Olímpicos.

### 2012
Em 2012, jogando com Ivan Dodig, foi vice-campeão do ATP 500 de Memphis, e chegou às quartas de final de Roland Garros e de Wimbledon. Também foi quadrifinalista do Masters 1000 de Madri com Marin Cilic. Participando dos Jogos Olímpicos de Londres 2012, junto com Bruno Soares, chegaram às quartas de final, depois de derrotarem a dupla Berdych/Stepanek por 24 a 22 no último set.
No segundo semestre de 2012, foi semifinalista do Masters 1000 de Cincinnati, e chegou às oitavas do U.S. Open, junto com Dodig. Em outubro, com Marin Cilic, foi semifinalista do Masters 1000 de Xangai. Com isto, Melo repetiu seu melhor ranking na carreira, chegando ao 18º posto mundial. Jogando com Bruno Soares, Melo obteve seu 10º título de duplas no ATP 250 de Estocolmo, chegando ao melhor ranking de sua carreira, 17º do mundo. No último torneio do ano, o Masters 1000 de Paris, Melo obteve ótimo resultado ao chegar à semifinal, junto com Marin Cilic.

### 2013

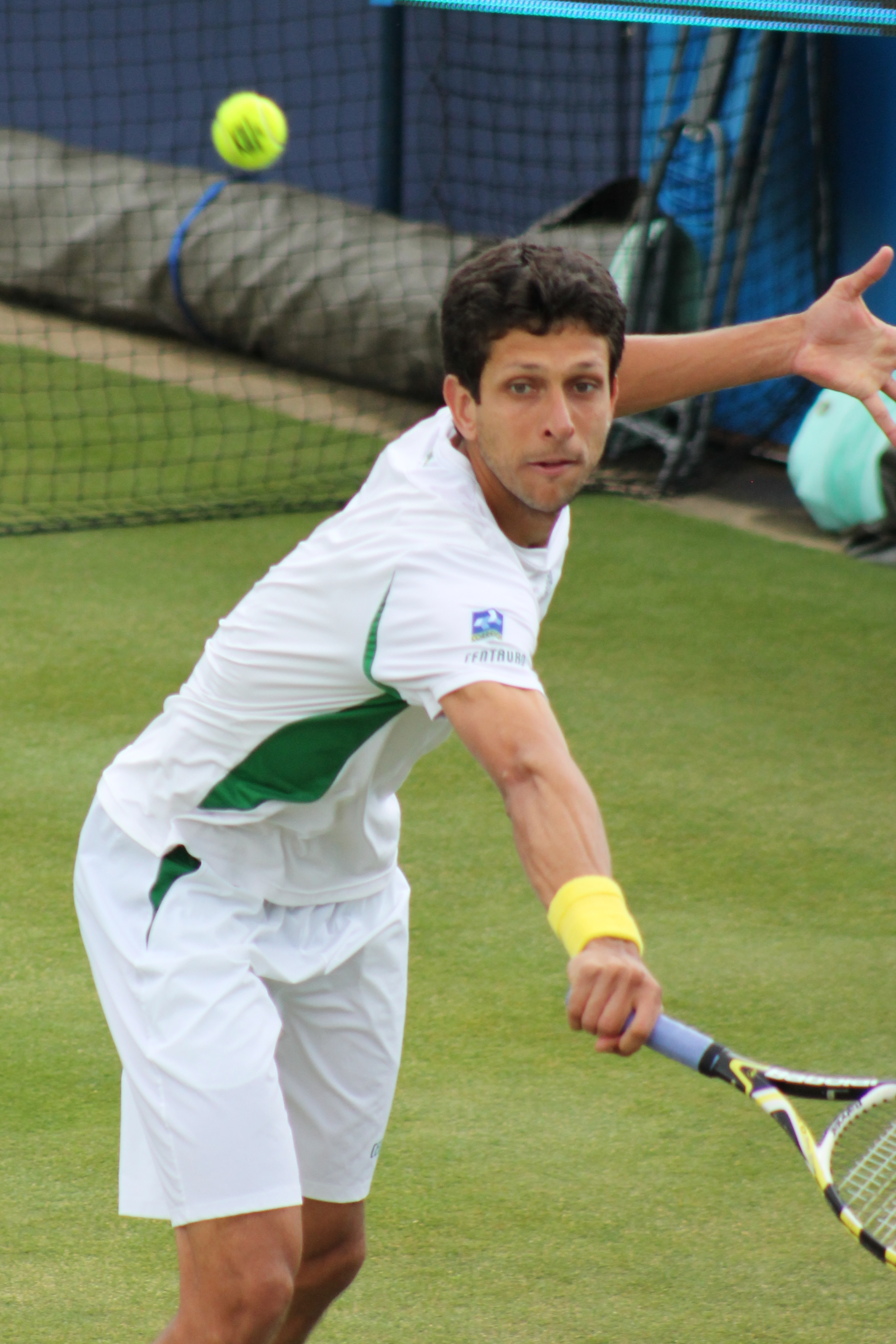
Melo em Queens 2013

Em 2013, Melo entrou pela primeira vez no top 10 mundial de duplas ao lado de Ivan Dodig, alcançando a 8ª posição, um grande pico na carreira. Em janeiro, Melo venceu o ATP 250 de Brisbane, em sua preparação para o Australian Open, junto com Tommy Robredo. Foi seu 11º título de ATP. Ainda em janeiro, Marcelo Melo foi o primeiro brasileiro a jogar pela chave de duplas do Australian Open e acabou sendo eliminado. O mineiro e Dodig caíram no tiebreak do terceiro set contra o italiano Daniele Bracciali e o tcheco  Lukas Dlouhy, com parciais de 7/5, 6/7 (1-7) e 7/6 (7-5).
Em fevereiro, derrotou os irmãos Bob e Mike Bryan dentro dos EUA junto com Bruno Soares, pela Copa Davis. Em março, foi às quartas de final do Masters 1000 de Indian Wells com Dodig. Em maio, chegou à terceira rodada do Torneio de Roland Garros.
No início de julho, Melo, junto com o croata Ivan Dodig, chegaram à final do tradicional Torneio de Wimbledon, mas, na decisão, o brasileiro ao lado do tenista da Croácia, foram superados pelos 
irmãos norte-americanos Bob e Mike Bryan de virada, por 3 sets a 
1 e pelas parciais de 6-3, 3-6 e 4-6 e 4-6. Já no início de setembro, Melo e o parceiro Dodig alcançaram as semifinais do US Open. Onde em confronto brasileiro pela semifinal, Bruno Soares, ao lado do austríaco Alexander Peya, então dupla número dois do mundo, confirmou o favoritismo e levou a melhor diante do compatriota e amigo, Marcelo Melo, e do croata Ivan Dodig ao vencer por 2 sets a 0 (7/5 e 6/4). Essa foi a 1ª semifinal "brasileira" na história dos Grand Slams de tênis. Eliminado nas duplas, Melo teve tudo para também ir à semifinal do US Open nas duplas mistas. Pois ele, que jogou com a americana Liezel Huber, teve cinco match points, antes de ser derrotado de virada nas quartas de final pela parceria de Santiago Gonzalez e Abigail Spears por 2/6, 6/1 e 11/9.

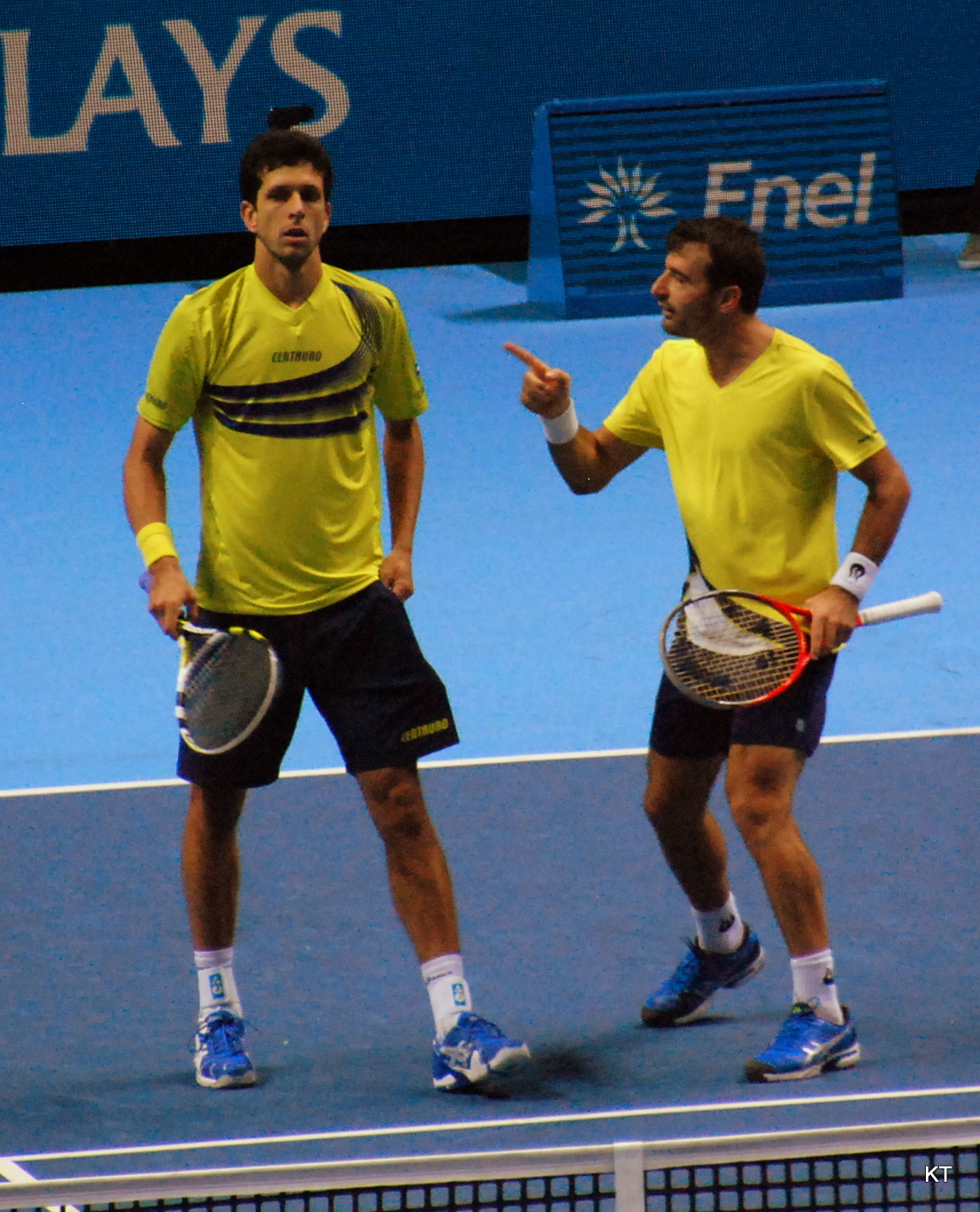
Melo e Dodig, 2013

Em outubro, Melo, junto com Ivan Dodig, conquistou pela primeira vez um título de Masters 1000, no Masters 1000 de Xangai. No início de novembro, Melo chegou à semifinal do Masters 1000 de Paris. Ainda em novembro, Melo e Bruno Soares, à época oitavo e segundo no ranking de duplas, obtiveram vagas para participar pela primeira vez do ATP World Tour Finals (torneio com as oito melhores parcerias do ano). Assim, eles foram os primeiros brasileiros na disputa desde Gustavo Kuerten em 2000. Mas Melo/Dodig caíram na semifinal para os espanhóis David Marrero e Fernando Verdasco após campanha invicta na fase de grupos.

### 2014
Em 2014, Melo teve como melhores resultados a semifinal do US Open, a final do ATP World Tour Finals, as finais dos Masters 1000 de Monte Carlo e do Canadá, as finais dos ATP 500 do Rio e de Tóquio, e o título do ATP 250 de Auckland. Com essas campanhas, Melo se manteve no top 10 mundial de duplas durante todo o ano.

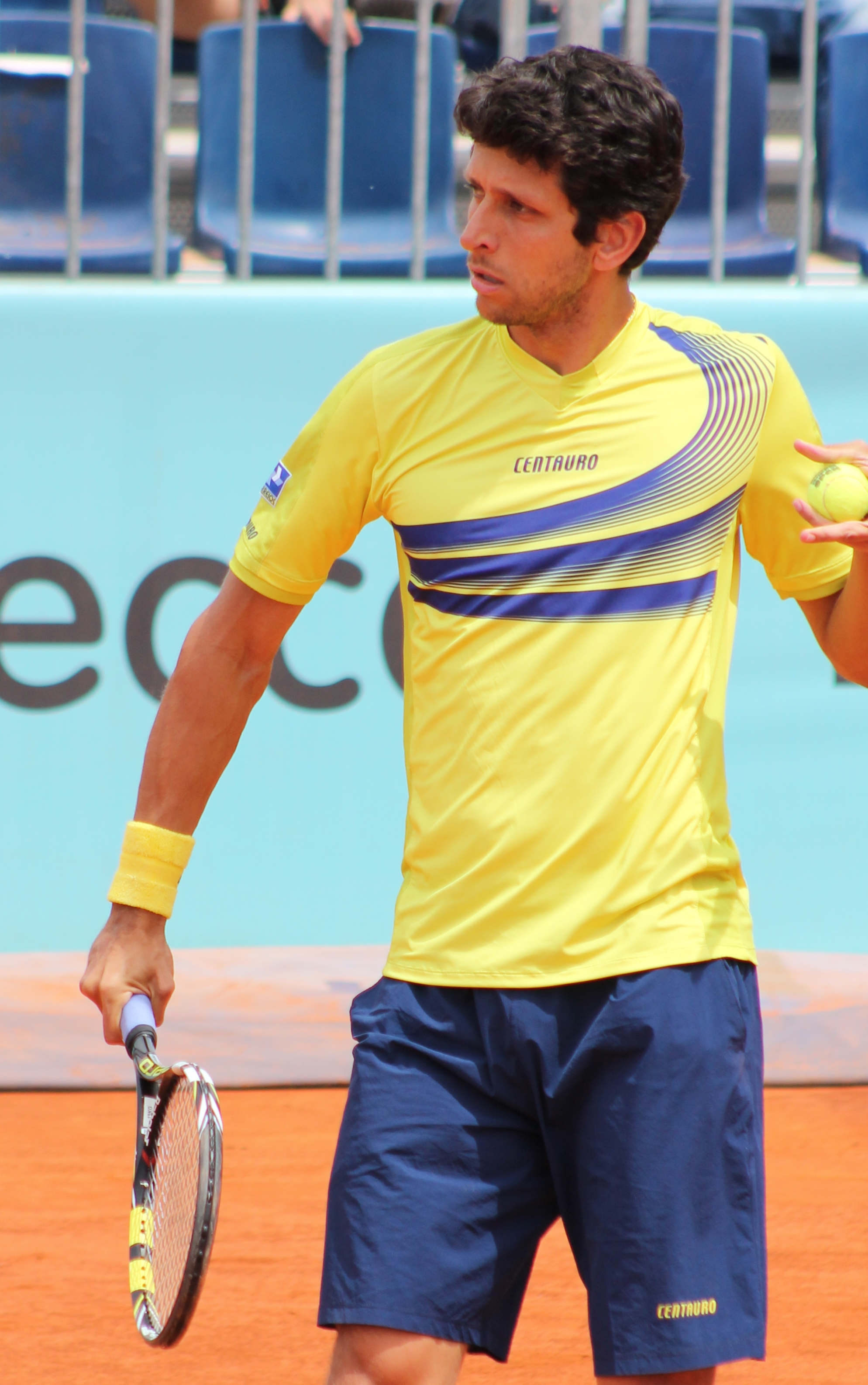
Marcelo Melo em 2014

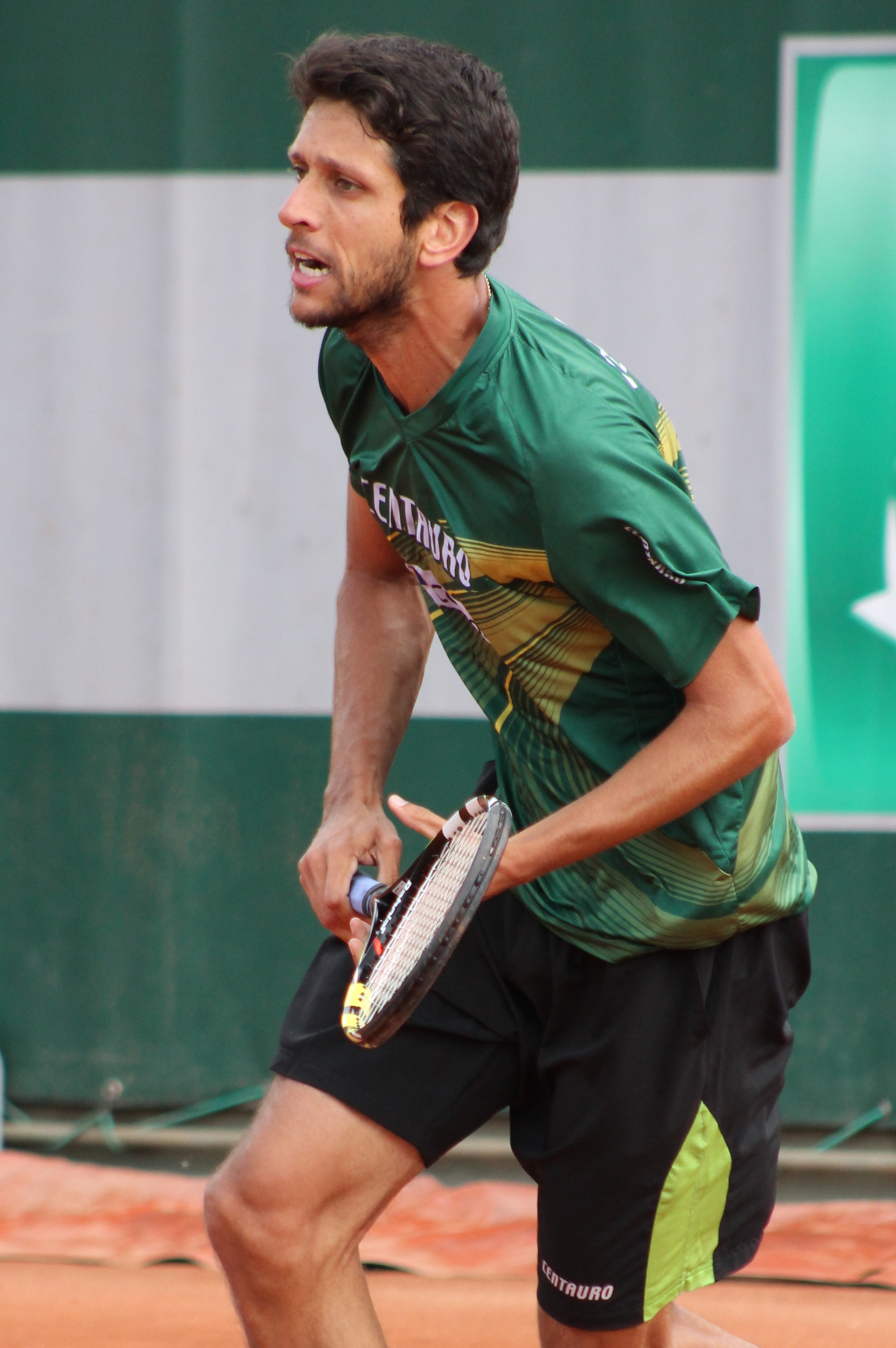
Marcelo Melo em Roland Garros 2015

### 2015
Em 2015, Melo teve um primeiro semestre arrasador, chegando pela primeira vez à semifinal do Australian Open, vencendo o ATP 500 de Acapulco, e chegando à semifinal dos 3 primeiros Masters 1000 do ano de forma consecutiva: Indian Wells, Miami e Monte Carlo. Em junho, venceu o primeiro Grand Slam de sua carreira, conquistando o título do Torneio de Roland Garros com seu parceiro Ivan Dodig e derrotando na final os Irmãos Bob e Mike Bryan, a dupla n.1 do mundo. Em Wimbledon, repetiu as quartas de final de 2014. Já no início de agosto, ficou com o vice-campeonato do torneio ATP 500 de Washington.
Melo, então, começou a se aproximar dos irmãos Bob e Mike Bryan, ficando mais perto de se tornar o duplista nº 1 do mundo. Os americanos começavam a perder pontos preciosos para a manutenção de seu ranking, e Melo aumentava seus pontos. O brasileiro obteve mais uma semifinal de Masters 1000 em Cincinnati. Em outubro, jogando temporariamente com Raven Klaasen, venceu o ATP 500 de Tóquio e o Masters 1000 de Xangai seguidamente, reduzindo uma diferença que era na casa de 7000 pontos para cerca de 500 pontos, contra os irmãos Bryan.
No ATP 500 de Viena (que também venceu, conquistando 3 torneios de forma consecutiva), jogando ao lado do polonês Łukasz Kubot, ele garantiu matematicamente o posto de nº 1 do mundo ao se classificar para a semifinal do torneio, tirando os Irmãos Bob e Mike Bryan da posição que ocupavam desde o início de 2013. Assim, em 2 de novembro de 2015, ele assume o topo do ranking entre os duplistas, se tornando o primeiro brasileiro da História a atingir tal feito. E sobre essa grande conquista, Marcelo Melo disse: "Estou muito feliz por ter chegado ao número 1. É a principal conquista de uma carreira que começou desde pequeno. Passei por muitos obstáculos e desafios. Ainda preciso parar e refletir um pouco sobre o significado disso tudo".
Continuando a grande fase, Melo chegou à final do Masters 1000 de Paris, garantindo assim terminar o ano de 2015 como nº 1 do mundo, independente dos resultados do ATP World Tour Finals. E ele venceu o torneio, conseguindo assim 16 vitórias consecutivas em 4 títulos consecutivos. Esse foi o 3° título de Melo em torneios ATP Masters 1000, pois antes já havia conquistado os títulos de duplas do Masters 1000 de Xangai em 2013 e 2015. Foi também, seu 6° troféu do circuito ATP na temporada de 2015 e o 19º da carreira.
Em seguida, junto com Ivan Dodig, Melo disputou pela terceira vez na carreira o ATP World Tour Finals (torneio com as oito melhores parcerias do ano). Essa foi a terceira participação consecutiva do mineiro e do croata no torneio que 
encerra a temporada internacional da elite do tênis profissional. E eles finalizaram a campanha na fase de Grupos com duas vitórias e uma derrota em três jogos realizados. E essa derrota quebrou a sequência de
17 vitórias seguidas de Melo. Mas mesmo assim, ele e o croata avançaram à semifinal com o segundo lugar de sua chave. Entretanto,a parceria acabou derrotada e eliminada nas semifinais do ATP Finals pelo indiano Rohan Bopanna e o romeno Florin Mergea por 2 sets a 0, com parciais de 6/4 e 6/2.
Na sequência, em dezembro, Marcelo Melo colocou mais um título na conta de 2015. Após erguer seis troféus ATP de duplas na temporada e chegar ao posto de melhor duplista do mundo, o mineiro de Belo Horizonte foi peça fundamental de sua equipe, os Singapore Slammers, na conquista do International Premier Tennis League (IPTL), torneio de exibição disputado na Ásia. Durante a competição, Melo foi uma das estrelas da equipe, que além dele ainda tinha Stan Wawrinka, Carlos Moya, Andy Murray, Dustin Brown, Nick Kyrgios, Karolina Pliskova e Belinda Bencic.

### 2016

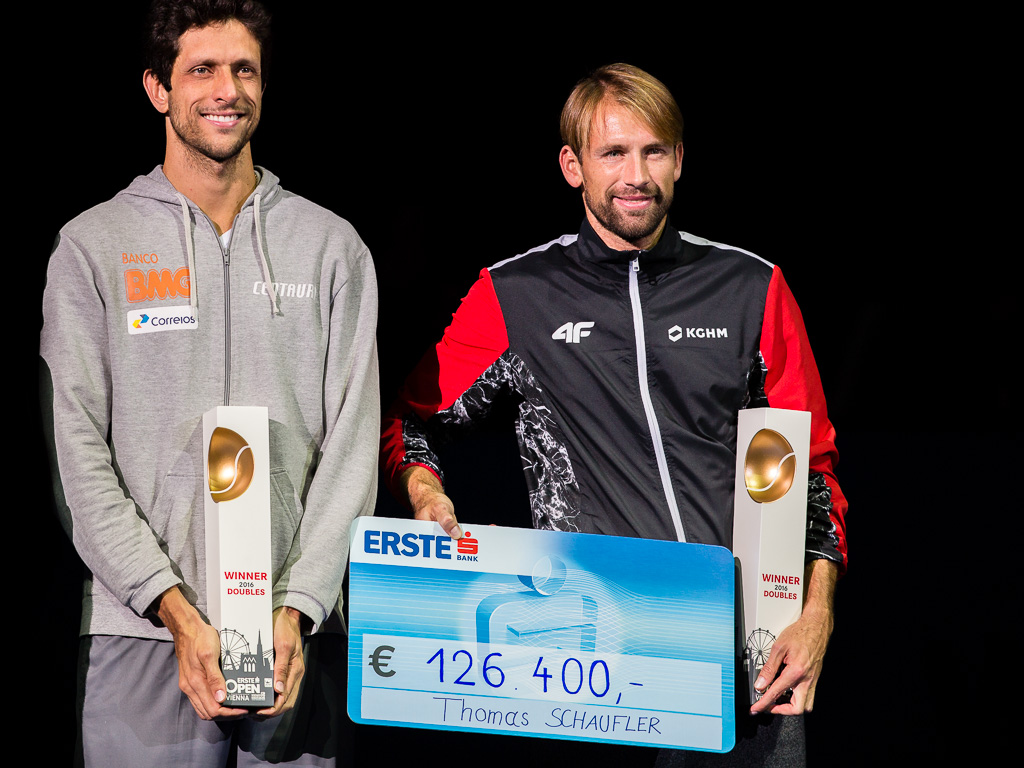
Melo e Kubot em Viena 2016

Melo começou o ano como n.1 do mundo, mas, por não ter conseguido defender inúmeros resultados fortes que obtivera no ano anterior, sai do topo do ranking após o Masters 1000 de Miami, em março. Melo havia iniciado 2015 obtendo 3 semifinais em Masters 1000, mas em 2016, só obteve uma. Com isso, sua pontuação diminuiu. Em Roland Garros, no mês de maio, ele chega sob a pressão de ter que defender o título: chega até a semifinal, um grande resultado, porém, sendo eliminado pela dupla espanhola Lopez/Lopez.
Tem um forte segundo semestre, vencendo os Masters 1000 do Canadá e de Cincinnati (e participando das Olimpíadas do Rio 2016 no meio destas duas competições, indo às quartas de final ), o ATP 500 de Viena, e indo à semifinal do Masters 1000 de Paris, conseguindo manter sua posição no top 10 mundial. No final do ano, vai ao ATP Finals mas não consegue se classificar para a semifinal. Termina sua parceria com Ivan Dodig e começa outra, com o polonês Łukasz Kubot.

### 2017

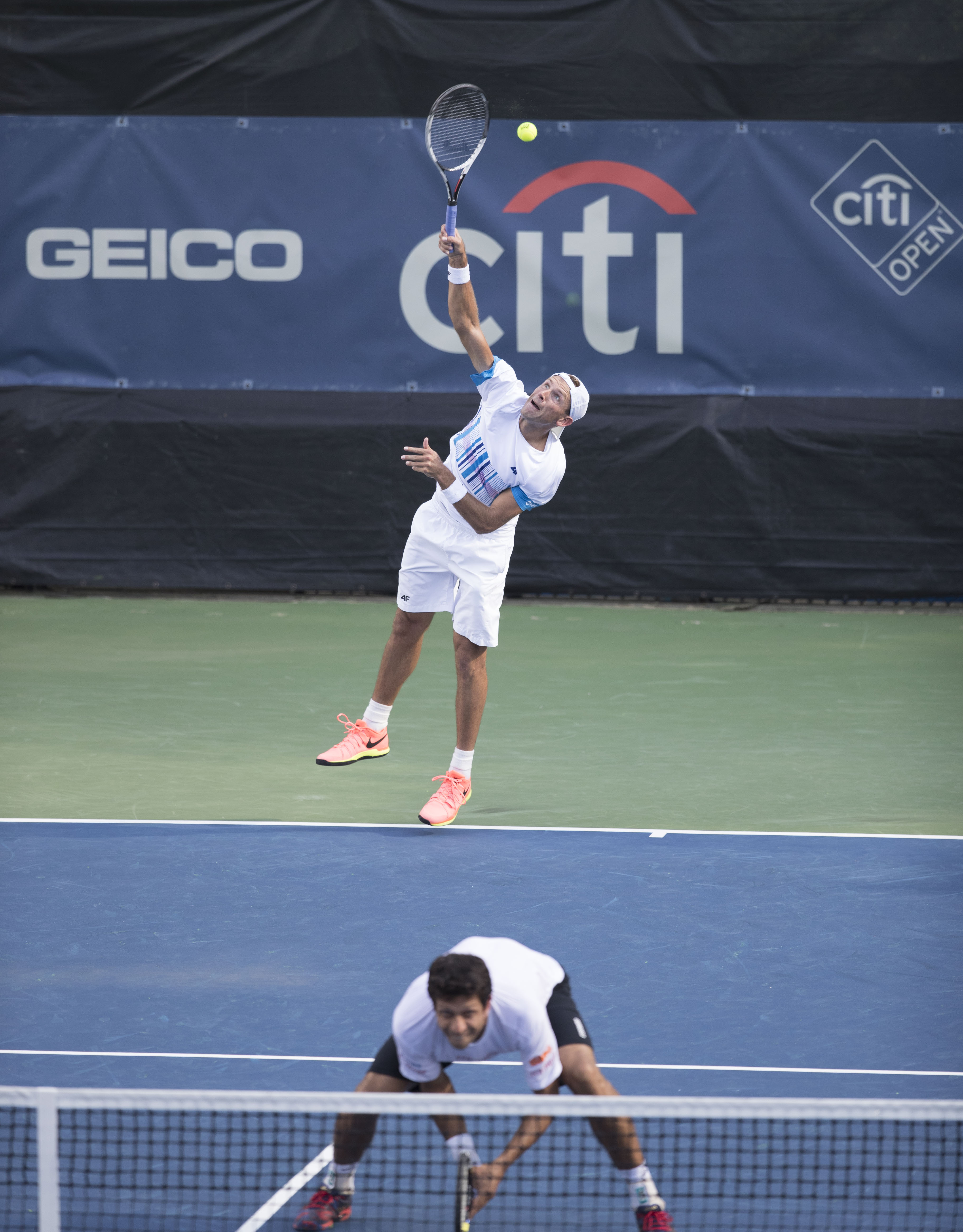
Melo e Kubot em 2017

A parceria Melo e Kubot começou mal em 2017, com a dupla perdendo em vários torneios nas primeiras rodadas. Porém, apostando no sucesso futuro, mantiveram-se unidos, e a parceria começou a funcionar em março, no Masters 1000 de Indian Wells onde eles foram vice-campeões do torneio. Na semana seguinte, no Masters 1000 de Miami, a dupla conquistou o título. Em maio, conquistaram o segundo Masters 1000 do ano, em Madrid. Melo e Kubot começavam a juntar pontos suficientes para brigar pelo n.1 do ranking mundial, mas faltava resultados melhores em Grand Slams: eles haviam chegado somente à 3ª rodada no Australian Open, e 2ª rodada em Roland Garros.
Chegando à temporada de grama no meio do ano, Melo e Kubot realizaram um feito dificílimo: venceram todos os jogos, ganhando os ATP 250 de s-Hertogenbosch, o ATP 500 de Halle, e por fim, o inédito título do Torneio de Wimbledon, vencendo 4 dos 6 jogos em longas batalhas de 5 sets, incluindo a final. Melo se tornou n.1 do mundo novamente quando chegou à final em Wimbledon, e se tornou o primeiro brasileiro a conquistar este Grand Slam desde Maria Esther Bueno.

No segundo semestre de 2017, perdeu a posição de n.1 para a dupla Kontinen/Peers (que foi semifinalista no US Open, ganhou 1 Masters 1000 e 2 ATP 500), mas Melo/Kubot mantiveram-se perseguindo o topo, sendo finalistas do ATP 500 de Washington e do Masters 1000 de Shanghai além de semifinalistas do Masters 1000 de Cincinnati. Em novembro, no último Masters 1000 do ano, o de Paris, a dupla Kontinen/Peers defendia o título, mas perdeu nas quartas de final, enquanto Melo/Kubot, que nada defendiam, obtiveram o título. Com isso Melo retomou o n.1 do mundo, e Kubot alcançou a posição de n.2 pela primeira vez. Melo ainda acabou o ano sendo vice-campeão do ATP Finals.

### 2018

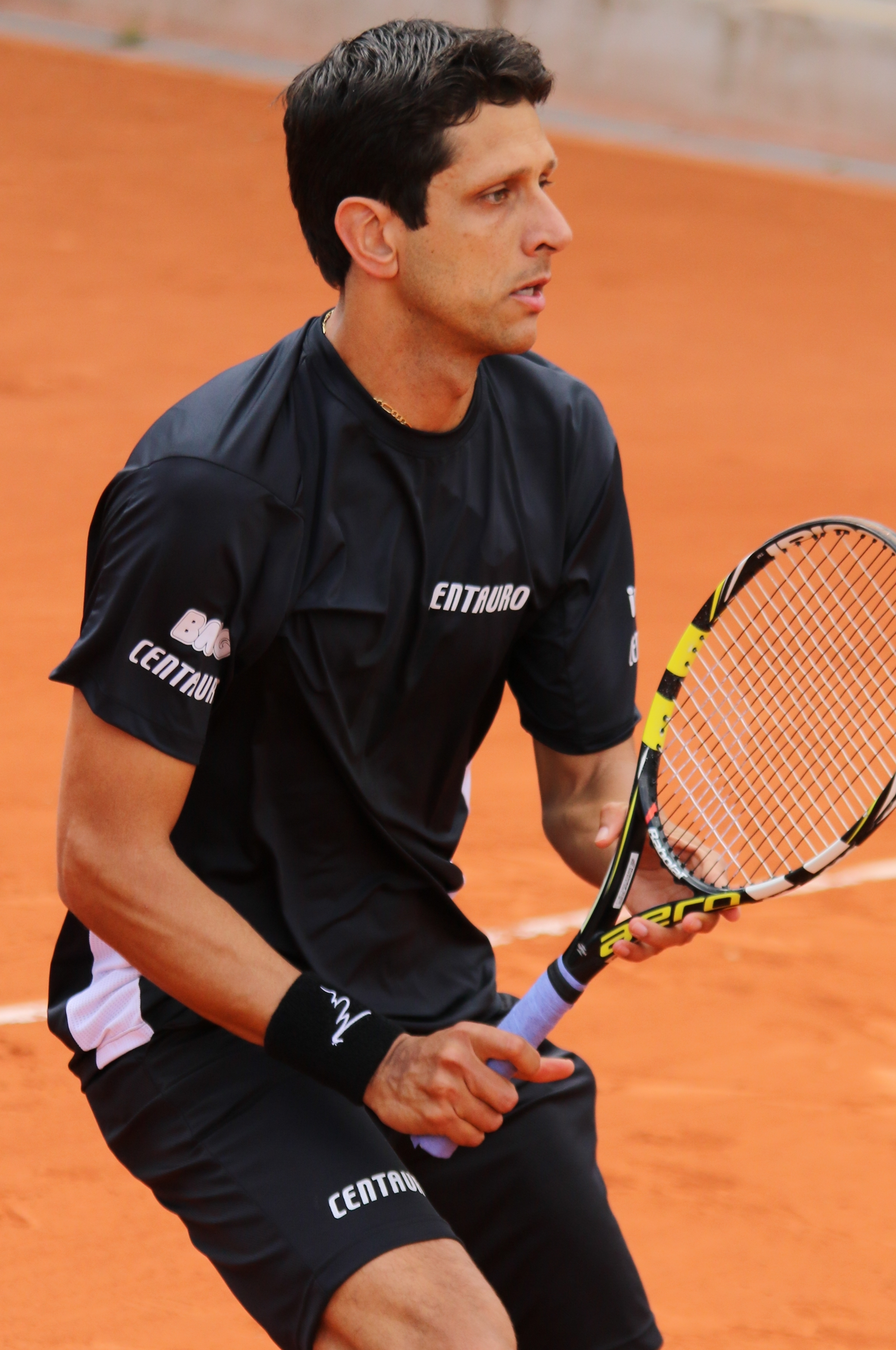
Melo em Roland Garros 2019

Melo se manteve como n.1 do mundo até abril. Terminou o ano se mantendo no top 10 mundial. Suas melhores campanhas no ano foram o título do Masters 1000 de Shanghai (o 3º de sua carreira neste local), e o vice-campeonato no U.S.Open (sua melhor campanha em todos os tempos no Grand Slam americano). Ele também ganhou os ATPs 500 de Halle, de Beijing, e o ATP 250 de Sydney.

### 2019
Em 2019, Melo passou o ano colecionando finais e semifinais, o que o manteve no top 10 mundial. Suas melhores campanhas foram os vice-campeonatos do Masters 1000 de Indian Wells e de Shanghai, e o vice dos ATP 500 de Viena, Pequim e Halle. Ele ganhou o título do ATP 250 de Winston-Salem em agosto. Melo e Kubot foram a segunda equipe a se classificar para o ATP Finals de 2019. Eles se classificaram para as semifinais com 2 vitórias e 1 derrota na fase inicial do torneio. Na semifinal, foram derrotados pelos eventuais campeões Pierre-Hugues Herbert e Nicolas Mahut, por 6–3 e 7–6.

### 2020: 35º título ATP
Em 2020, Melo venceu o ATP 500 de Acapulco, derrotando na final a dupla n.1 do mundo, os colombianos Cabal/Farah.

### 2021: Novas parcerias, reencontro com Kubot

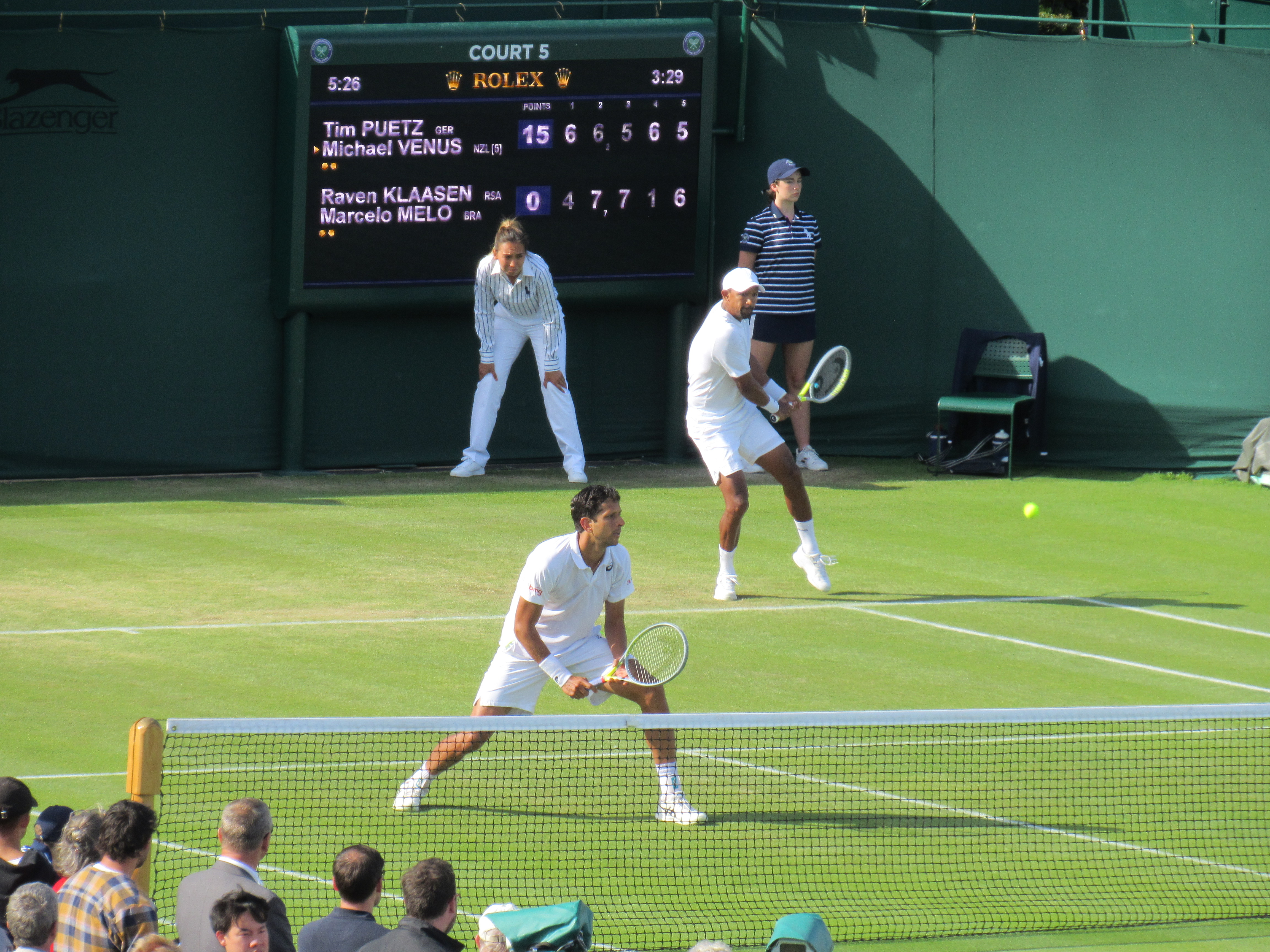
Marcelo Melo e o sul-africano Raven Klaasen em Wimbledon 2022

Em 2021 jogou pela primeira vez com Horia Tecau. Eles chegaram à 3ª rodada do Aberto da Austrália. Depois, iniciou uma parceria com Jean-Julien Rojer. Só alcançaram resultados muito bons em maio, com as segundas rodadas de Doha e Madrid . Em Doha, ele voltou a disputar uma partida de simples  após oito anos. Ele perdeu na primeira rodada de qualificação contra Tim Pütz (6–3, 6–2). Ele também jogou com Mischa Zverev em Munique (derrota na primeira rodada) e com Marin Cilic no Masters de Roma (derrota na primeira rodada).
Em Roland Garros, Melo e Kubot decidiram voltar a jogar juntos.

### 2022: 70ª final, décimo título ATP 500
No 2022 Rakuten Japan Open Tennis Championships, ele conquistou seu 10º título ATP 500 e 36º de duplas no geral Mackenzie McDonald depois de derrotar os terceiros colocados Rafael Matos e David Vega Hernández. Foi também sua 70ª final ATP no geral.

### 2023
Em 2023, Melo foi vice-campeão do ATP 500 do Rio de Janeiro. e foi tricampeão do ATP 500 de Halle.

### 2024
No Masters 1000 de Monte Carlo de 2024, ele foi vice-campeão, jogando com Alexander Zverev.  Também foi campeão do ATP 250 de Stuttgart  e vice-campeão do ATP 500 de Washington , em ambos, junto com Rafael Matos.

### 2025
Melo conquistou seu 39º título no ATP 500 do Rio de Janeiro de 2025 jogando com Rafael Matos, finalmente triunfando neste torneio, em sua décima primeira tentativa, tendo sido finalista em duas edições anteriores. Aos 41 anos de idade, Melo se tornou o campeão mais velho na história do evento. 